# John Lyly
John Lyly (asi 1554, hrabství Kent, pravděpodobně Canterbury – pohřben 30. listopadu 1606, Londýn) byl anglický prozaik a dramatik pozdní renesance (období tzv. alžbětinského divadla).

## Život
John Lyly studoval nejprve na King's School v Canterbury a poté na Oxfordské univerzitě, kde roku 1575 dosáhl titulu mistra. Poté působil ve službách lorda Burghleyho, odkud musel pro údajnou nepoctivost odejít. Odstěhoval se do Londýna zde se věnoval literární činnosti. Společně s Robertem Greenem, Thomasem Lodgem, Thomase Kydem, Christopherem Marlowem, Thomasem Nashem a Georgem Peelem patřil do tzv. skupiny univerzitních vzdělanců (University Witts), označovaných tak podle toho že získali vzdělání na Cambridgeské nebo Oxfordské univerzitě.
Jako spisovatel proslul zejména dvojicí na sebe volně navazujících didaktických próz Euphues: The Anatomy of Wit (1578, Eufues: Anatomie důvtipu) a Euphues and His England (1580, Eufues a jeho Anglie), ve kterých se snažil zpopularizovat humanistické myšlenky a kterými díky stylistické vybroušenosti ovlivnil vývoj anglického literárního jazyka. Obě díla jsou napsána ve formě pojednání a dopisů a lze je považovat za předchůdce románu. Vyznačují se vytříbeným, formálně dokonalým a mnohdy až přehnaně elegantním preciózním stylem, slovními hříčkami, složitými souvětími i rétorickými figurami. Tento ornamentální rétorický styl se podle jména hlavního hrdiny obou próz (eupheus znamená řecky půvabný, vtipný) nazývá eufuismus (nezaměňovat s eufemismem, což je přikrášlující pojmenování špatné nebo nepříjemné skutečnosti).
Roku 1583 Lyly majetkově ovládl divadlo The Blackfriars (U černých bratří), kde uváděl své divadelní hry. V dramatické tvorbě se postupně přiklonil ke dvorskému dramatu. Je autorem převážně eufuistickou prózou napsaných komedií s antickými a mytologickými náměty. Vliv jeho her na vývoj anglického dramatu a zejména na první hry Williama Shakespeara je nesporný. Použití prózy, vtipný dialog konverzační koemdie, vytříbenost stylu a lyrická atmosféra, to vše ostře kontrastovalo s obvyklými hrubými fraškami té doby.
Roku 1589 vystoupil svým traktátem Pappe with an Hatchet (Papež se sekyrkou) na obhajobu biskupů napadaných pamflety tzv. Martina Prelátobijce (Martin Marprelate), ve kterých byl obhajován presbyteriánský církevní systém, a v letech 1589 až 1601 byl několikrát členem parlamentu.
Většinu svého života pak Lyly strávil v domě své manželky ve městě Mexborough v Yorkshire.

## Dílo

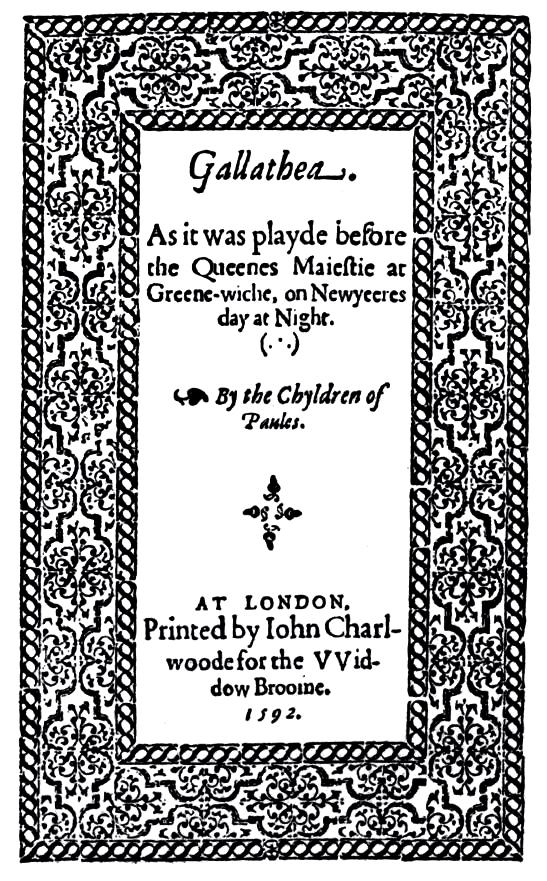
Gallathea, titulní list vydání z roku 1592.

### Divadelní hry
- Sappho and Phao (1584, Sapfó a Faón), tiskem v tom samém roce, alegorická komedie,
- Campaspé nebo také Alexander and Campaspé (1584, Alexandr a Campaspé), tiskem v tom samém roce, komedie s námětem ze života Alexandra Velikého, Lylyho nejproslulejší hra,[1]
- Endymion, the Man in the Moon (1588, Endymión), tiskem 1591, komedie s mytologickým námětem o Endymiónovi,
- Midas (1591), tiskem 1592, komedie s mytologickým námětem o králi Midasovi,
- Gallathea (1591, Galateia), tiskem 1592, pastorální hra,
- Mother Bombie (1594, Matka Bomba), tiskem v tom samém roce, jediná Lylyho realistická hra vycházející z Plautových komedií vyznačující se ale složitou formální strukturou paralelních zápletek,[1]
- The Woman in the Moon (1595, Žena na Měsíci), tiskem 1597, pastorální hra napsaná blankversem,
- The Maid's Metamorphosis (1600, Dívčina proměna), tiskem v tom samém roce, pastorální hra.
- Love's Metamorphosis (1600, Proměna lásky), tiskem 1601, pastorální hra,

### Ostatní
- Euphues: The Anatomy of Wit (1578, Eufues: Anatomie důvtipu), didaktická próza,
- Euphues and His England (1580, Eufues a jeho Anglie), didaktická próza,
- Pappe with an Hatchet (1589, Papež se sekyrkou), traktát.

## Česká vydání
- Alexandr a Kampaspé, antologie Alžbětinské divadlo I. - Shakespearovi předcůdci, Odeon, Praha 1978, přeložil Jaroslav Hornát